# Sondermunitionslager Golf

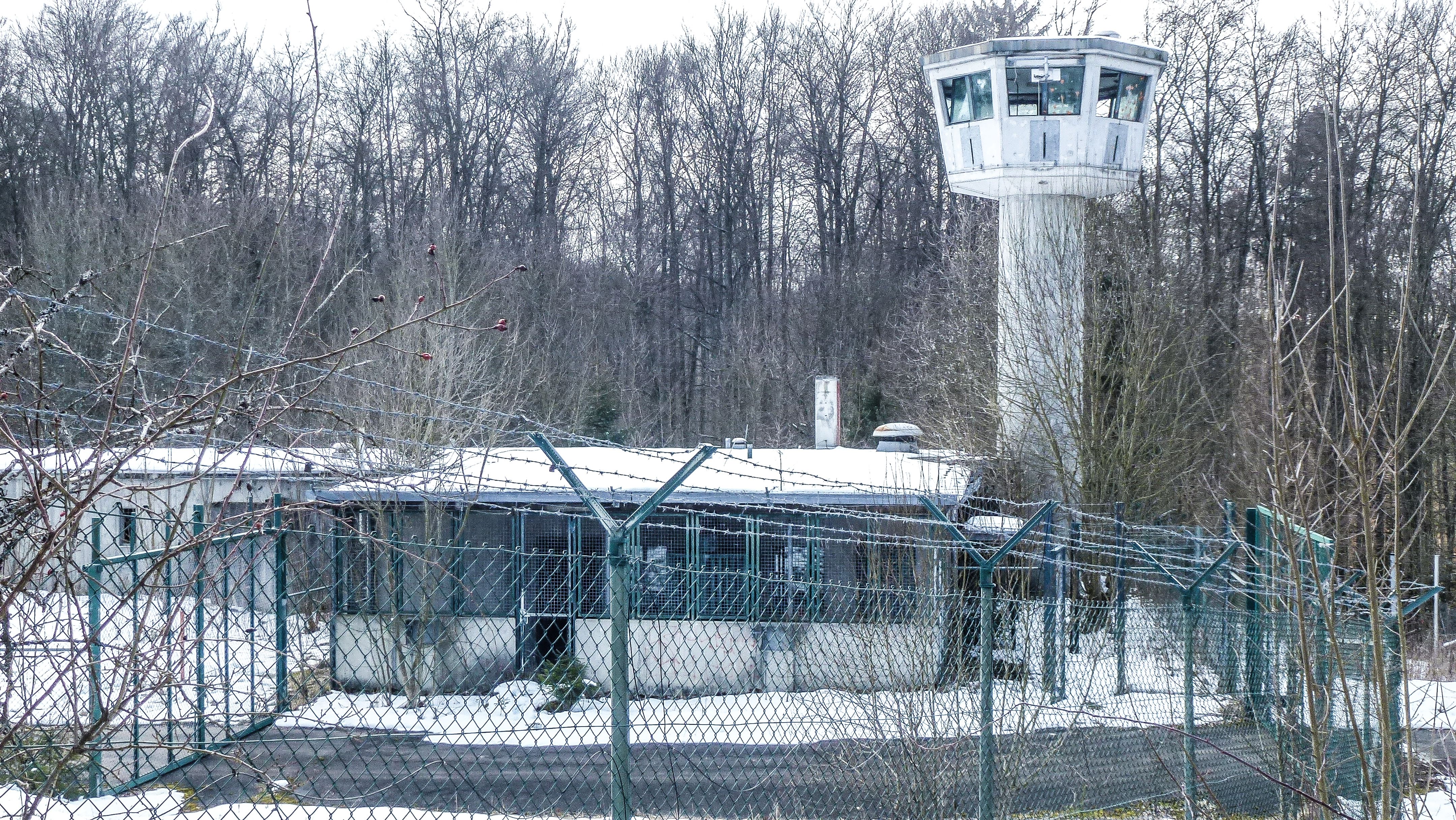
Eingangsbereich mit Wachturm des SAS Golf

Das Sondermunitionslager Golf, auch Sondermunitionslager Hohenstein genannt, war ein Depot für Kernwaffen, etwa einen Kilometer südlich der damaligen Eberhard-Finckh-Kaserne rund 16 Kilometer südlich der in Baden-Württemberg gelegenen Stadt Reutlingen im gleichnamigen Landkreis.
Das Sondermunitionslager befand sich in einem Waldstück zwischen der Stadt Trochtelfingen und der heutigen Gemarkung Meidelstetten der Gemeinde Hohenstein. Es wurde Mitte der 1960er Jahre errichtet.

## Geschichte
Gelagert wurden die atomaren Sprengköpfe für das in Großengstingen stationierte Raketenartilleriebataillon 250: Nukleargefechtskopf W52 für die Kurzstreckenrakete Sergeant ab 1965 und Nukleargefechtskopf W70 für die Kurzstreckenrakete Lance ab 1975.
Der innere, etwa 15 Hektar große Sperrbereich des Lagers („J-Lager“) wurde von amerikanischen Soldaten der 84th Field Artillery Detachment bewacht. Er besaß zwei Bunker für die Sprengköpfe, Heizzentrale und Werkstatt und war mit dreifacher Umzäunung, Panzersperren und zwei Wachtürmen befestigt. Der äußere Sperrbereich („G-Lager“) wurde von deutschen Soldaten der 5. Batterie des Raketenartilleriebataillons 250 bewacht.
In den 1980er Jahren rückte das Atomsprengkopflager aufgrund verschiedener Aktionen der Friedensbewegung gegen die militärische Präsenz vor Ort ins Blickfeld einer bundesweiten, zeitweilig auch internationalen Öffentlichkeit. Ein wesentlicher Teil der nicht nur atompazifistisch, sondern in einem weiter reichenden Sinn grundsätzlich antimilitaristisch ausgerichteten Aktionen im Umfeld des Sondermunitionslagers markierte ab 1981/82 den Übergang der sozialen Massenbewegung gegen den NATO-Doppelbeschluss von der Appellations- und Demonstrationsphase zur Phase der gewaltfreien Aktion bzw. des Zivilen Ungehorsams in der damaligen Bundesrepublik (Westdeutschland), beispielsweise in Form von längerfristigen Sitzblockaden vor militärischen Einrichtungen (vgl. Protestaktionen der Friedensbewegung in den 1980er Jahren).
Das Lager wurde im Herbst 1991 geräumt. Oberst Ullrich Schröter, Kommandeur des Artilleriekommandos 2, bestätigte am 22. März 1993 offiziell, dass nukleare Sprengköpfe gelagert worden waren. Das Gelände wurde Ende 1993 von der Bundesvermögensverwaltung erworben und später von der Gemeinde Hohenstein und der Stadt Trochtelfingen zurückgekauft. Gegenwärtig wird das ehemalige Sondermunitionslager Golf von einer zivilen Firma zur Lagerung von gewerblichem Sprengstoff, wie er etwa in Steinbrüchen zum Einsatz kommt, genutzt.